# SAIJI
SAIJI（さいじ、1977年（47 - 48歳） - ）は日本の音楽家。北海道出身。
音楽プロデューサー、ソングライター、コラボレーションの際の名義。
リリース作品はジャズ、クラシック音楽、映画音楽。

## 来歴・人物
北海道旭川市に生まれる。小学3年からピアノを10年間習い高校のころ、所属していたクラシックオーケストラにコントラバスで参加。道内ツアー公演を経験し、バンド活動も同時に展開。ドラマーとして上京し、専門校にて習うが、ソングライター、編曲家の能力を認められ、現在の活動の基盤となる。

## 映画
- 映画『AI～ある彼女の世界征服?!』（2011年劇場公開） 主演:小泉麻耶
  - 主題歌『DeepSpiral』歌:こままりえ作詞/作曲担当

## DVD
- DVD『AI～ある彼女の世界征服?!』（2011年7月発売、日本メディアサプライ） 主演:小泉麻耶  主題歌*『DeepSpiral』歌:こままりえ作詞/作曲担当

## ラジオ
- 『FM∞TokyoSpiralRadio』(エフエム世田谷)パーソナリティ:竹田有希（2012年1月）エンジニアとして参加

## プロデュース作品
- DeepSpiral　歌:こままりえ　詞/曲：SAIJI(iTunes)
- 明日と夢と笑顔のために 歌:岡村萌子　詞/曲：SAIJI(iTunes)